# Cloruro di 5-dimetilamminonaftalen-1-solfonile
Il cloruro di 5-dimetilamminonaftalen-1-solfonile (o cloruro di dansile) è il cloruro del corrispondente acido solfonico.
A temperatura ambiente si presenta come un solido giallo dall'odore caratteristico. È un composto corrosivo. Viene utilizzato nella spettrofotometria a fluorescenza per marcare amminogruppi, in quanto forma con essi un addotto fluorescente.

## Caratteristiche
Il cloruro di dansile reagisce con i gruppi amminici primari delle ammine alifatiche e aromatiche dando luogo ad addotti sulfonamidici stabili di colore blu o verde-blu che danno fluorescenza. Può anche venir fatto reagire con le ammine secondarie.

Viene utilizzato anche per modificare gli amminoacidi, in particolare nel sequenziamento delle proteine e nell'analisi degli amminoacidi. Può anche essere usato per etichettare gruppi ossidrilici e carbossilici.

## Preparazione
Il composto può essere preparato facendo reagire il corrispondente acido solfonico con un eccesso di ossicloruro di fosforo (POCl3) a temperatura ambiente.